# Lista de estados fronteiriços dos Estados Unidos

Os Estados de Fronteira Internacional mostrados em vermelho no mapa dos Estados Unidos

Os Estados de Fronteira Internacional são os estados de um país que fazem fronteira com outro. Nos EUA, há 17 estados: 13 na Fronteira Canadá-Estados Unidos e 4 na Fronteira Estados Unidos-México.

## Estados que fazem fronteira com oCanadá
- Maine
- Nova Hampshire
- Vermont
- Nova York
- Pensilvânia (fronteira no Lago Erie)
- Ohio (fronteria no Lago Erie)
- Michigan
- Minnesota
- Dakota do Norte
- Montana
- Idaho
- Washington
- Alasca (possui fronteira marítima com a Federação Russa)

## Estados que fazem fronteira com oMéxico
- Texas
- Novo México
- Arizona
- Califórnia

## Fronteiras (km)
| Estado          | Comprimento da fronteira | País fronteiriço |
| --------------- | ------------------------ | ---------------- |
| Alasca          | 2.475 km (1.538 mi)      | Canadá           |
| Texas           | 1.997 km (1.241 mi)      | México           |
| Michigan        | 1.160 km (721 mi)        | Canadá           |
| Maine           | 983 km (611 mi)          | Canadá           |
| Minnesota       | 880 km (547 mi)          | Canadá           |
| Montana         | 877 km (545 mi)          | Canadá           |
| Nova York       | 716 km (445 mi)          | Canadá           |
| Washington      | 687 km (427 mi)          | Canadá           |
| Arizona         | 600 km (373 mi)          | México           |
| Dakota do Norte | 499 km (310 mi)          | Canadá           |
| Novo México     | 290 km (180 mi)          | México           |
| Ohio            | 235 km (146 mi)          | Canadá           |
| Califórnia      | 225 km (140 mi)          | México           |
| Vermont         | 145 km (90 mi)           | Canadá           |
| Nova Hampshire  | 93 km (58 mi)            | Canadá           |
| Idaho           | 72 km (45 mi)            | Canadá           |
| Pensilvânia     | 58 km (42 mi)            | Canadá           |